# Mezzaluna Rossa algerina

il simbolo della Mezzaluna Rossa

La Mezzaluna Rossa Algerina è la società nazionale di Croce Rossa e Mezzaluna Rossa della Repubblica Democratica Popolare di Algeria, stato del Nordafrica. La Società conta circa 25.000 tra membri e volontari (nel 2002).

## Denominazione ufficiale
- الهلال الأحمر الجزائري  in arabo, idioma ufficiale del Paese;
- Croissant-Rouge Algérien in francese, lingua ufficiale dell'Associazione;
- Algerian Red Crescent (ARC) in lingua inglese, denominazione utilizzata presso la Federazione;

## Storia
È stata fondata nel 1962 con decreto governativo integrato poi nel e nel 1986 e nel 1998 da un ulteriore decreto esecutivo.
Nel 1963 la Società ha definito per la prima volta le sue strategie istituzionali e di sviluppo, che vengono ridefinite ogni 5 anni.
Nel 2000 l'Assemblea generale ha rivisto lo statuto.

## Suddivisioni
La Società è presente sul territorio nazionale tramite 48 distretti locali, detti "wilaya".

## Organizzazione
La Società è governata a livello nazionale da un Comitato Direttivo costituito da 12 membri eletti, presieduti dal Presidente della Mezzaluna Rossa. Il Comitato si riunisce una volta al mese per decidere l'approccio della Società e affidare al Presidente il compito di rendere effettive le decisioni attraverso le strutture nazionali permanenti, che sono:
- il Direttorato per le finanze e le risorse;
- il Direttorato per lo sviluppo;
- il Direttorato per le comunicazioni;
- il Direttorato per le operazioni.

Il Comitato Direttivo è guidato da un Consiglio nazionale composto da 65 membri di cui un quinto sono donne. Il Consiglio nazionale si riunisce una volta all'anno, tra un'Assemblea e la successiva. L'Assemble Generale è composta da 171 delegati, di cui un ottavo sono donne.

### Amministrazione locale
A livello locale, ogni wilaya(distretto) è governato da un Comitato locale, i cui membri sono eletti dalla locale Assemblea Generale del "wilaya".

## Attività
La Mezzaluna Rossa Algerina svolge diverse attività umanitarie.

## Risorse economiche

### Entrate
Circa il 58% delle entrate è garantito dalle donazioni dei simpatizzanti, mentre il 35% è garantito dai finanziamenti del Movimento Internazionale, delle Nazioni Unite e di altre organizzazioni. Contribuiscono inoltre per il 6% i sussidi per i programmi specifici portati avanti dalla Società, 0,5% dalle offerte, ed il restante 0,5% dal sussidio governativo annuale. La Mezzaluna Rossa Algerina si autofinanzia quindi al 64,5%.

### Uscite
Il 67% delle spese è dovuto allo sviluppo dei programmi, il 15% alla manutenzione degli edifici, il 12% agli stipendi dei dipendenti, il restante 6% viene destinato al sostentamento dei "wilaya", i comitati locali.

## Risorse Materiali
La Mezzaluna Rossa Algerina dispone di 46 edifici locati, 11 magazzini e 36 veicoli.